# Хезиод
Хезиод (на гръцки: Ησίοδος) е древногръцки поет, за когото се смята, че е живял около 700 г. пр.н.е. Смята се, че е роден и отрасъл в Беотия като син на дребен селянин, който се преселил тук от Мала Азия. След 5 век пр.н.е. литературоведите спорят кой е живял по-рано – Омир или Хезиод. Днес повечето учени са на мнение, че Омир е живял преди Хезиод. Автор е на Теогония, Каталог на жените, Дела и дни и др. Поемите на Хезиод имат по-приложен характер. В тях по-често се изрежда, обяснява, поучава, отколкото поетът да се стреми към тържествен патос. Освен това той насочва вниманието си към човешкия свят. Хезиод е първият поет, който пренебрегва епическата традиция, и то не само по отношение на формата, но и по отношение на нейното съдържание.
В „Теогония“ той представя историята като преодоляване на хаоса и неподвижността. Отначало е Хаосът, след него – Гея (Земята) и Тартар (дълбоките земни недра), а след това и Ерос, като олицетворение на любовта, който поражда Нюкта или Нюкс (Нощта) и Ереб (Мрака). Нюкта и Ереб раждат Ефира и Хемера (Деня). Както тук, така и в „Дела и дни“, той поставя проблеми и развива идеи, в които трасира нови насоки в развитието на историческата мисъл от античността до днес. В неговите творби за първи път в антична Гърция се намират систематизирани и свързани в сравнително цялостен светоглед идеята за характера и развитието на човешкото общество.

## Биография
Датирането на неговия живот е проблем в научните среди (покрито е по-долу в Датировка). Епичният стил на разказване не позволява на поети като Омир възможността за споделяне на личния живот. Но корпусът от съхранените творби на Хезиод всъщност обхваща дидактични поеми, в които той напуска този коловоз, за да посвети публиката си в няколко детайла от собствения си живот. Има три изрични референции в Дела и дни, както и в Теогония, които подкрепят изводите, направени от учените. Първата поема казва, че неговият баща дошъл от Киме, Еолия (на брега на Мала Азия, малко на юг от о. Лесбос) и прекосил морето, заселвайки се в селцето Аскра, близо до Теспия в Беотия („прокълнато място, свирепо през зимата, твърдо през лятото, никога меко“, Дела и дни, 1.640). Хезиод наследява там малко парче земя в подножието на планината Хеликон, дало повод за съдебен спор с брат му Перс (Дела и дни, 1. 35, 396).
За разлика от баща си, Хезиод не е любител на мореплаването, но веднъж преплавал тесния пролив между континента и Евбея, за да участва в погребалните чествания за Атамас от Чалкис, а освен това печели трипод в певческо състезание. Също така описва срещата си с Музите от планината Хеликон, където пасял животни. Богините го даряват с лавров венец, символ на поетичен авторитет (Теогония, 11. 22 – 35).
Хезиод всъщност е женомразец от същия мащаб като по-късния поет Симонид. Той прилича на Солон в неговата замисленост за проблемите на доброто срещу злото и „как точно и всемогъщият бог може да позволи на несправедливостта да вирее в живота“. На Аристофан прилича в неговото отхвърляне на идеализирания герой в епическата литература в полза на идеализираната панорама на земеделеца.
Няколко легенди, събрани за Хезиод и записани в няколко източника:
- историята „Поетическото състезание (Ἀγών / Agōn) между Омир и Хезиод“
- биографията на Хезиод от византийския граматик Йоан Цец
- статията за Хезиод във византийската енциклопедия Свидас
- два откъса и няколко разпръснати бележки при Павзаний (IX, 31.3 – 6 и 38.3 – 4)
- откъс в Плутарховото съчинение „Moralia“ (162b)

## Датировка
Гърците от края на 5 и началото на 4 в. пр. Хр. смятат за свои най-стари автори Орфей, музите, Хезиод и Омир. В този ред. След това гръцките автори започнали да смятат Омир за по-ранен от Хезиод.
Първите известни автори, поставили Омир по-рано от Хезиод, били Ксенофан и Хераклит Понтийски, макар всъщност първи да го е обявил Аристарх Самотракийски. Ефор смята, че Омир е по-млад братовчед на Хезиод, историкът Херодот, 5 в. пр.н.е, убедително ги смята за близки по време, Алкидамас (4 век пр.н.е), в своето съчинение Mouseion дори ги довежда заедно за въображаем епически агон, известен днес като Състезанието на Омир и Хезиод. Повечето учени днес са съгласни, че Омир има старшинство, но има силни аргументи и в полза на противоположната позиция.
Горната граница от 750 г. пр.н.е. е отбелязана от съображения като вероятността кога е написана неговата творба, фактът, че е споменал светилището в Делфи, което е било от малко национално значение и е изброил реките, които се вливат в Черно море, регион, който е открит и развит от гръцките колонисти в началото на 8 век пр.н.е.

## Творби
Оцелели са три творби, които са приписвани на Хезиод от древните коментатори: Дела и дни, Теогония и Щитът на Херакъл. Други творби, атрибутирани като негови, днес са познати само във фрагменти. Оцелелите творби и фрагменти са записани в общоприет стихотворен размер и на епичен език. Обаче Щитът на Херакъл днес се смята за по-късен фалшификат и вероятно е написан през 6 век пр.н.е. Много древни критици отхвърлят като негово произведение и Теогония, въпреки че Хезиод споменава себе си по име в тази поема.
Теогония и Дела и дни може да бъдат много различни в сюжета, но споделят отличителен език, стихотворна стъпка и прозодия, която едва доловимо ги разграничава от Омировите поеми и от Щитът на Херакъл. Освен това двете представят една и съща версия на мита за Прометей. Но е възможно в тези автентични поеми да са правени по-късни поправки и добавки. Например първите десет стиха на Дела и дни може да са били заети от Орфически химн към Зевс.

### Теогония
Теогония обикновено е приемана за най-ранната творба на Хезиод. Повечето учени, с някои забележителни изключения, смятат, че въпреки различния сюжет между тази поема и Дела и дни двете произведения са написани от един и същи автор. Теогония се отнася до произхода на света (космогония) и на боговете (теогония).
Дълго време се смятало, че в мита за създаването на света при Хезиод има източни влияния, като Хититска песен за Кумарби и вавилонската Енума Елис. Това културно кръстосване може би е започнало през 8 и 9 век чрез гръцките търговски колонии като Ал Мина в Северна Сирия.

### Дела и дни
Дела и дни е поема от повече от 800 стиха, която се върти около две основни истини: трудът е универсалната участ на човека и този, който желае да работи, ще сполучи. Учените тълкуват тази творба на фона на аграрната криза в континентална Гърция, която вдъхновява вълна от документирани колонизации в търсене на нови земи. Тази поема е едно от най-ранните познати размишления върху икономически идеи.

### Други творби
В добавка на Теогония и Дела и дни през Античността много други поеми били приписани на Хезиод. Съвременната наука се съмнява в тяхната автентичност и тези произведения в общи линии се отнасят до формираната част от „Хезиодовия корпус“, дали или не тяхното авторство е прието.
От тези поеми, формиращи Хезиодовия корпус, само Щитът на Херакъл (Ἀσπὶς Ἡρακλέους, Aspis Hērakleous) е предаден непокътнат чрез средновековната ръкописна традиция.
Класическите автори също приписват на Хезиод една дълга генеалогическа поема, известна като Каталог на жените или Ehoiai. Това е бил митологически каталог на смъртните жени, които са се свързали с богове, както и потомството от тези брачни съюзи.